# Quenas (Grecia)
Quenas (en griego, Χήν) es el nombre de una antigua ciudad griega de localización controvertida.
Pausanias la menciona como patria de Misón, uno de los siete sabios de Grecia, mencionando que se situaba en el monte Eta. Diógenes Laercio, al citar a Misón, dice que era llamado «Queneo», por ser de Quenas, que, según Hermipo, era un lugar situado en el Eta o en Laconia.